# ジブラルタルサッカー協会
ジブラルタルサッカー協会（ジブラルタルサッカーきょうかい、英語: Gibraltar Football Association）は、ジブラルタルにおけるサッカーを統括する競技運営団体。略称はGFA。

## FIFA加盟をめぐる経緯
2013年の欧州サッカー連盟(UEFA)加盟後、ジブラルタルサッカー協会は国際サッカー連盟(FIFA)への加盟申請を行ったが、同年9月26日に拒否された。それに対し協会はスポーツ仲裁裁判所(CAS)に対し異議を申し立てた。2016年5月2日、CASはFIFAに対し、できるだけ早く総会でジブラルタルサッカー協会の加盟を認めるための必要な手段をとるべきだという声明を出した。その結果を受け、2016年5月13日の第66回FIFA総会で加盟が審議され、賛成172票、反対12票で可決、同じく加盟が審議されていたコソボサッカー連盟とともに210番目、211番目の加盟国・地域として承認された。